# Mo Huilan
Dans ce nom chinois, le nom de famille, Mo, précède le nom personnel.
Mo Huilan, née le 19 juillet 1979 à Guilin (Chine), est une gymnaste artistique chinoise. 

## Palmarès

### Jeux olympiques
- Atlanta 1996
  -  médaille d'argent au saut de cheval

### Championnats du monde
- Sabae 1995
  -  médaille d'or à la poutre
  -  médaille d'argent au concours par équipes
  -  médaille d'argent aux barres asymétriques
- Lausanne 1997
  -  médaille de bronze au concours par équipes